# Leśnik (województwo opolskie)
Leśnikⓘ (dodatkowa nazwa w j. niem. Leschnig) – wieś w Polsce położona w województwie opolskim, w powiecie prudnickim, w gminie Głogówek. Historycznie leży na Górnym Śląsku, na ziemi prudnickiej. Położona jest na terenie Równiny Niemodlińskiej, będącej częścią Niziny Śląskiej. Przepływa przez nią rzeka Osobłoga.
W latach 1975–1998 miejscowość należała administracyjnie do ówczesnego województwa opolskiego.
Według danych na 2011 wieś była zamieszkana przez 93 osoby.

## Geografia

### Położenie
Wieś jest położona w południowo-zachodniej Polsce, w województwie opolskim, około 11 km od granicy z Czechami, na Równinie Niemodlińskiej. Należy do Euroregionu Pradziad. Leży na terenie Nadleśnictwa Prudnik (obręb Prudnik). Przez granice administracyjne wsi przepływa rzeka Osobłoga.

### Środowisko naturalne
W Leśniku panuje klimat umiarkowany ciepły. Średnia temperatura roczna wynosi +8,4 °C. Duże zróżnicowanie dotyczy termicznych pór roku. Średnie roczne opady atmosferyczne w rejonie Leśnika wynoszą 621 mm. Dominują wiatry zachodnie.

## Nazwa
Według niemieckiego językoznawcy Heinricha Adamy’ego nazwa miejscowości pochodzi od polskiej nazwy las i związana jest z położeniem, gdyż wieś znajdowała się w środku lasu. W swoim dziele o nazwach miejscowych na Śląsku wydanym w 1888 roku we Wrocławiu wymienia jako najstarszą zanotowaną nazwę miejscowości Lesna podając jej znaczenie „Dorf im Walde”, czyli po polsku „Wieś w lesie”. Niemcy zgermanizowali nazwę na Leschnig w wyniku czego utraciła ona swoje pierwotne znaczenie.
Topograficzny opis Górnego Śląska z 1865 roku notuje wieś pod niemiecką nazwą Wiese, a także wymienia polską nazwę Leśnik we fragmencie: „Wiese (1383 Prato, polnisch Leśnik)”.
Ze względu na słowiańskie pochodzenie nazwa Leschnig została zmieniona w okresie nazistowskim na Hegerwalde. W Spisie miejscowości województwa śląsko-dąbrowskiego łącznie z obszarem ziem odzyskanych Śląska Opolskiego wydanym w Katowicach w 1946 wieś wymieniona jest pod polską nazwą Leśniki. 9 grudnia 1947 nadano miejscowości nazwę Leśnik W opracowanej w 1971 przez Powiatowy Inspektorat Statystyczny w Prudniku Statystycznej charakterystyce miejscowości w gromadach powiatu prudnickiego, miejscowość została wymieniona pod nazwami Leśnik i Leśniki. 1 grudnia 2009 wprowadzono dodatkową nazwę wsi w języku niemieckim – Leschnig.
W historycznych dokumentach nazwę miejscowości wzmiankowano w różnych językach oraz formach: Lesnicia (1217), Leschnig (1845), Leśnik, Leschnig (1900), Leśnik (Leschnig) – Hegerwalde (1939), Hegerwalde – Leśnik, -a, leśnicki (1948), Leśnik, -ka (1981).

## Historia

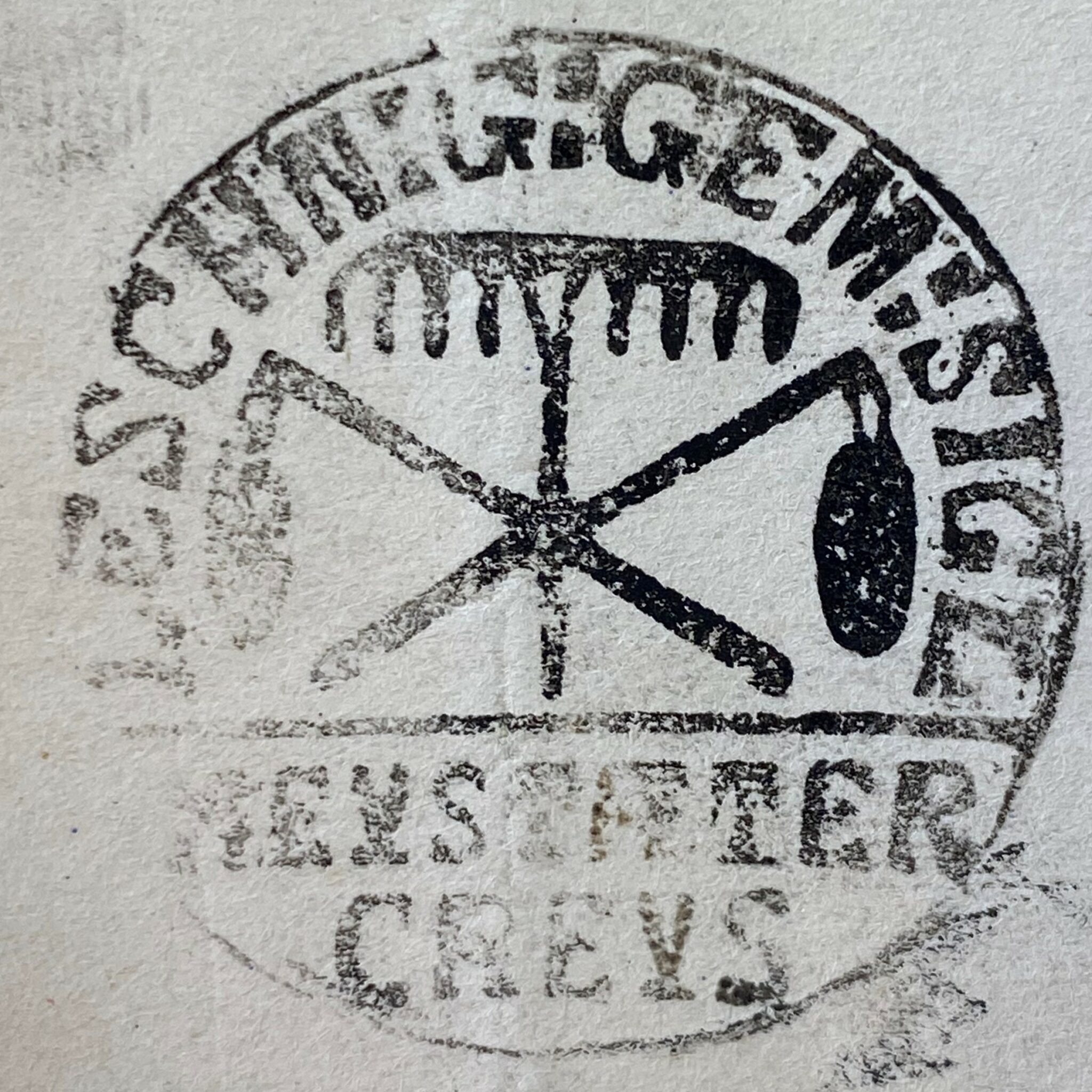
Pieczęć Leśnika (1864)

Pierwsze wzmianki pochodzą z 1217. Pierwszą nazwą było Leznie. Kolejna wzmianka pochodzi z 1388, kiedy książę Władysław Opolczyk osiedlił paulinów w Mochowie i podarował im wieś Leśnik.

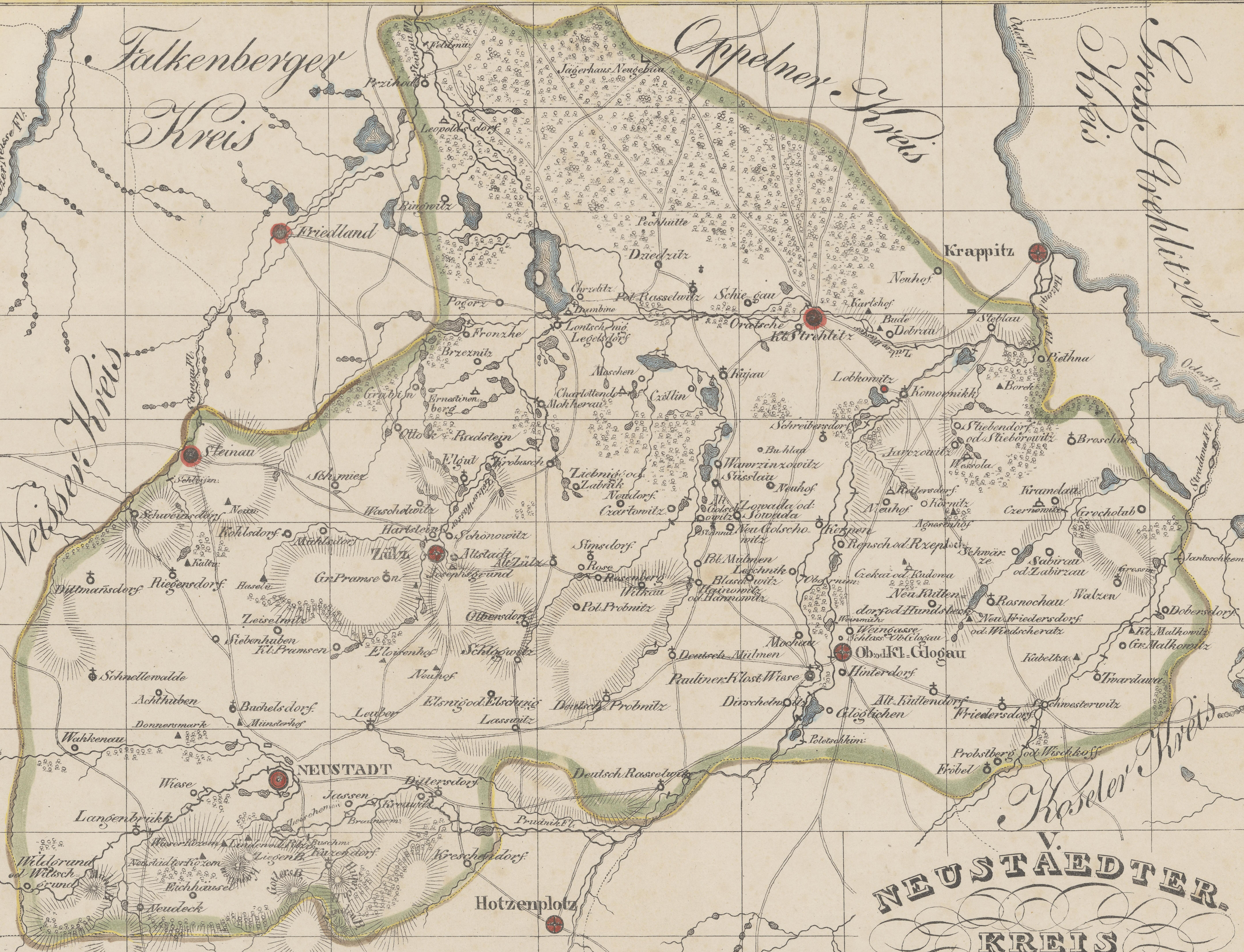
Leśnik (Leschnik) wśród miejscowości ziemi prudnickiej na mapie z XIX wieku

Wieś posiadała swoją własną pieczęć, która przedstawiała w polu grabie w słup, za nimi dwa skrzyżowane cepy, a w otoku napis: LESCHNIG: GEM: SIGL: / NEYSTAETER CREYS (pol. Gmina Leśnik / Powiat Prudnicki).

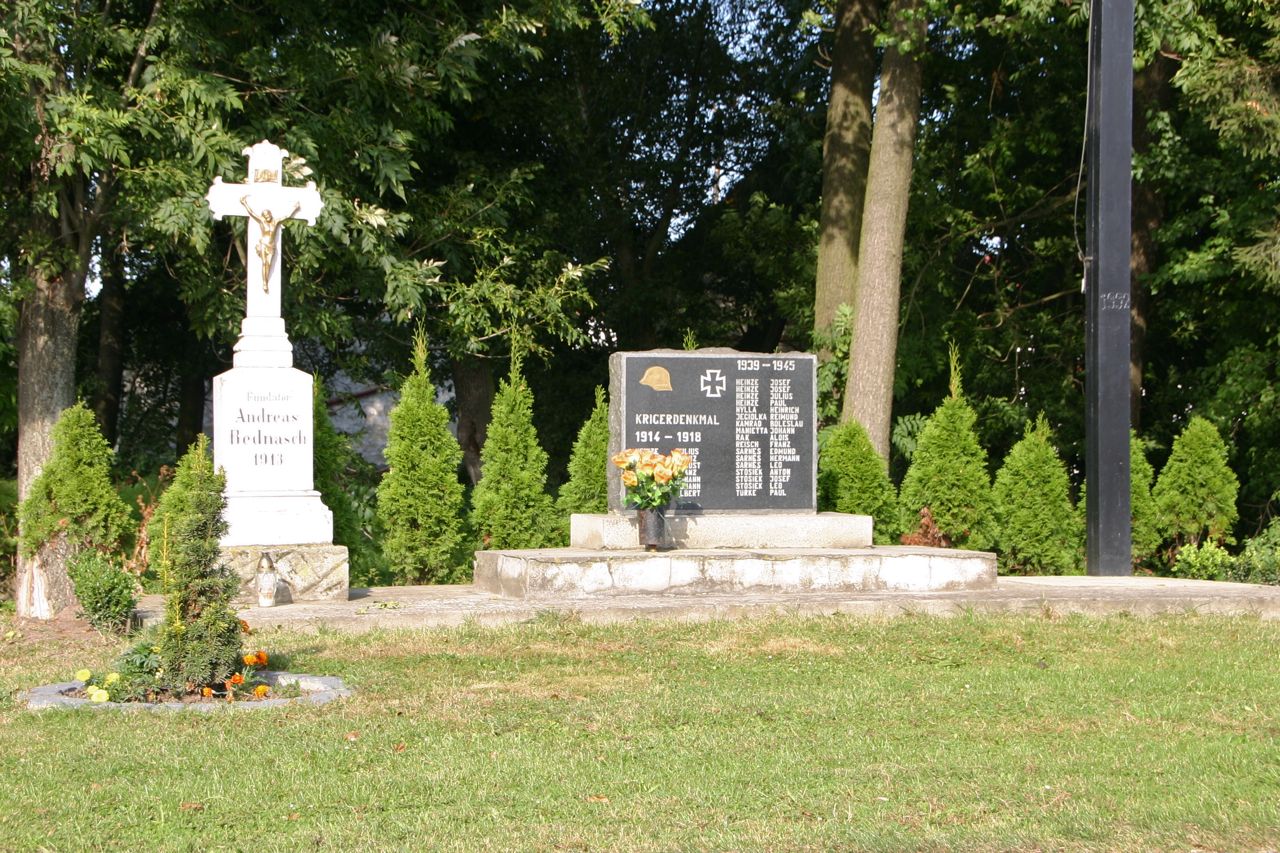
Pomnik upamiętniający mieszkańców Leśnika poległych w I i II wojnie światowej

Do 1900 we wsi działała gorzelnia, a do 1904 funkcjonował młyn wodny, który został zniszczony podczas powodzi w 1903. Według spisu ludności z 1 grudnia 1910, na 170 mieszkańców Leśnika 20 posługiwało się językiem niemieckim, a 150 językiem polskim. W 1921 w zasięgu plebiscytu na Górnym Śląsku znalazła się tylko część powiatu prudnickiego. Leśnik znalazł się po stronie wschodniej, w obszarze objętym plebiscytem. Do głosowania uprawnionych było w Leśniku 106 osób, z czego 80, ok. 75,5%, stanowili mieszkańcy (w tym 78, ok. 73,6% całości, mieszkańcy urodzeni w miejscowości). Oddano 106 głosów (100% uprawnionych), w tym 106 (100%) ważnych; za Niemcami głosowało 90 osób (ok. 84,9%), a za Polską 16 osób (ok. 15,1%).
We wsi są dwie kapliczki: pierwsza poświęcona jest św. Urbanowi, druga postawiona została na pamiątkę wygaśnięcia zarazy, która nawiedziła wieś w roku 1649. W Leśnikach stoją 4 krzyże: pierwszy z 1899, drugi z 1906, trzeci z 1913, a czwarty z 1954.
Od 1850 wieś należy do parafii Mochów.
W 1949 we wsi znajdowała się szkoła podstawowa prowadzona przez Inspektorat Szkolny w Prudniku. Wieś ucierpiała podczas powodzi w lipcu 1997. W 2009 Leśnik przystąpił do Programu Odnowy Wsi Opolskiej.
Podczas powodzi 14 września 2024 wieś została częściowo zalana.

## Mieszkańcy
Miejscowość zamieszkiwana jest przez mniejszość niemiecką oraz Ślązaków. Mieszkańcy wsi posługują się gwarą prudnicką, będącą odmianą dialektu śląskiego.

### Liczba mieszkańców wsi
- 1885 – 168[25]
- 1905 – 165[26]
- 1910 – 170[27]
- 1933 – 159[28]
- 1939 – 148[28]
- 1966 – 132[29]
- 1998 – 82[30]
- 2002 – 86[30]
- 2009 – 99[30]
- 2011 – 93[30]
- 2013 – 94[31]

## Zabytki
Zgodnie z gminną ewidencją zabytków w Leśniku chronione są:
- kapliczka przy domu nr 3
- dom mieszkalny nr 16A
- szkoła, ob. świetlica wiejska, nr 20

## Pomniki i obiekty upamiętniające
- Pomnik poległych w I i II wojnie światowej – pomnik przy drodze głównej w Leśniku powstały w latach 20. XX wieku jako upamiętnienie mieszkańców wsi, którzy polegli w I wojnie światowej. Po II wojnie światowej został rozbudowany[33].

## Transport
W zarządzie Wydziału Drogownictwa Starostwa Powiatowego w Prudniku znajduje się droga powiatowa nr 1278O relacji Leśnik – Kierpień.
Leśnik posiada połączenia autobusowe z Głogówkiem. We wsi znajduje się jeden przystanek autobusowy.

## Kultura
W Leśniku działa Niemieckie Koło Przyjaźni (Deutscher Freundeskreis) – oddział terenowy Towarzystwa Społeczno-Kulturalnego Niemców na Śląsku Opolskim.

## Religia
Katolicy z Leśnika należą do parafii Trójcy Świętej i Matki Bożej Częstochowskiej w Mochowie (dekanat Głogówek).

## Turystyka
Oddział PTTK „Sudetów Wschodnich” w Prudniku ustanowił turystyczną Odznakę Krajoznawczą Ziemi Prudnickiej, którą zdobywa się poprzez zwiedzenie odpowiedniej liczby obiektów w miejscowościach położonych na ziemi prudnickiej, w tym w Leśniku.

## Bezpieczeństwo
Miejscowość jest pod opieką dzielnicowego rejonu służbowego nr 12 Komendy Powiatowej Policji w Prudniku (Komisariat Policji w Głogówku).
Teren wsi, jak i całej gminy Głogówek, położony jest w strefie nadgranicznej w związku z czym Straż Graniczna dysponuje, na tym obszarze, specjalnymi kompetencjami w zakresie bezpieczeństwa. Gminę Głogówek obejmuje zasięgiem służbowym placówka Straży Granicznej w Opolu ze Śląskiego Oddziału SG.